# William Watt

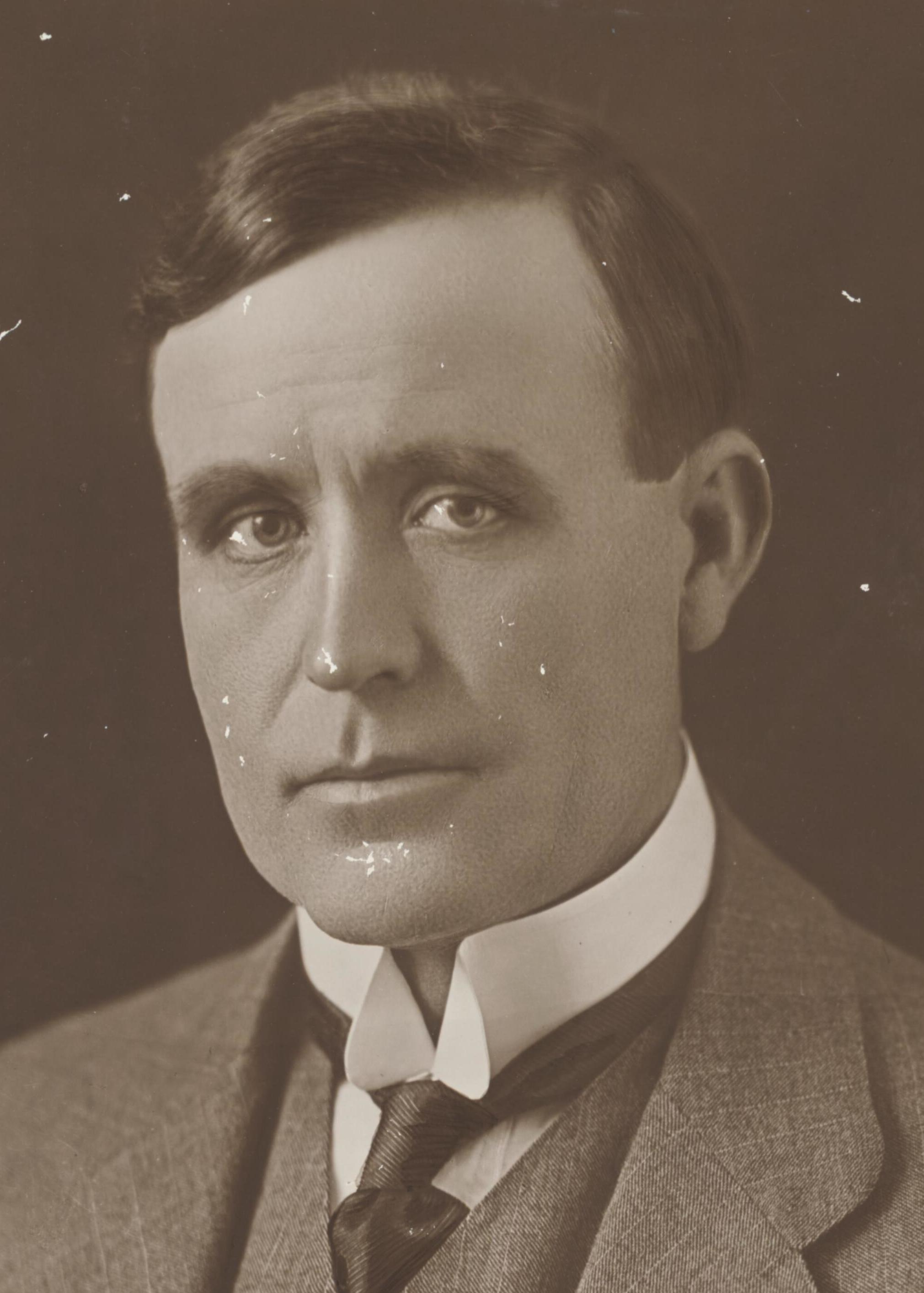
William Alexander Watt(1910)

William Alexander Watt (23 de novembro de 1871 – 13 de setembro de 1946) foi um político australiano. Ele serviu por dois mandatos como Premier de Victoria antes de entrar na política federal em 1914. Posteriormente ele serviu como ministro no governo de Billy Hughes de 1917 a 1920, incluindo como primeiro-ministro interino durante a Primeira Guerra Mundial e, finalmente, como presidente da Câmara dos Representantes de 1923 a 1926.